# شونسوكي تاتشينا
شونسوكي تاتشينا (باليابانية: 舘野 俊祐) (19 مايو 1993 في توياما في اليابان – )؛ هو لاعب كرة قدم ياباني سابق كان يلعب كمدافع.

## وصلات خارجية
- شونسوكي تاتشينا على موقع رابطة كرة القدم اليابانية للمحترفين (اليابانية)
- شونسوكي تاتشينا على موقع قاعدة بيانات كرة القدم.إي يو (الإنجليزية)
- شونسوكي تاتشينا على موقع Soccerway.com (الإنجليزية)